# 小行星5390
小行星5390（英語：5390 Huichiming）是一颗围绕太阳公转的小行星。1981年12月19日，紫金山天文台在南京发现了此天体。
这颗小行星的绝对星等为322.2175025887431等。